# Фридрих Вернер фон Алвенслебен
Фридрих Вернер фон Алвенслебен (на немски: Friedrich Werner von Alvensleben; * 27 февруари 1838, Еркслебен; † 8 февруари 1912, Берлин) е граф от род Алвенслебен в Еркслебен I в Алтмарк в Саксония-Анхалт, от 1887 г. полковник.

## Произход
Той е третият син на граф Фердинанд Фридрих Лудолф фон Алвенслебен (1803 – 1889) и съпругата му Луиза Тереза Паулина фон дер Шуленбург-Примерн (1810 – 1882), дъщеря на Леополд Вилхелм фон дер Шуленбург (1772 – 1838) и Юлиана Шарлота фон Кирхбах (1785 – 1873).

## Фамилия
Фридрих Вернер фон Алвенслебен се жени на 18 септември 1862 г. в Гартроп за фрайин Хермина фон Нагел (* 25 април 1843, Гартроп; † 16 февруари 1901, Берлин). Те имат двама сина и една дъщеря:
- Лудолф Фридрих фон Алвенслебен (* 14 август 1863, Дюселдорф; † 9 февруари 1926, Ханенклее), женен на 8 ноември 1894 г. в Нид.-Кауфунг за фрайин Кунигунда фон Цедлиц и Нойкирх (* 26 септември 1862, Нид.-Кауфунг; † 31 юли 1935, Аймерслебен)
- Анна фон Алвенслебен (* 30 юли 1865, Дюселдорф; † 19 юли 1945, Фиренце), омъжена I. за Гюнтер фон Путкамер (* 27 март 1861, Шлаков; † 12 януари 1921 Баден-Баден), II. на 8 октомври 1904 г. в Лондон за граф Лудвиг фон Холнщайн-Бавария (* 21 септември 1868, Мюнхен; † 9 октомври 1930, Партенкирхен)
- Фолрат фон Алвенслебен (* 20 януари 1869)